# Morgenröte. Gedanken über die moralischen Vorurteile

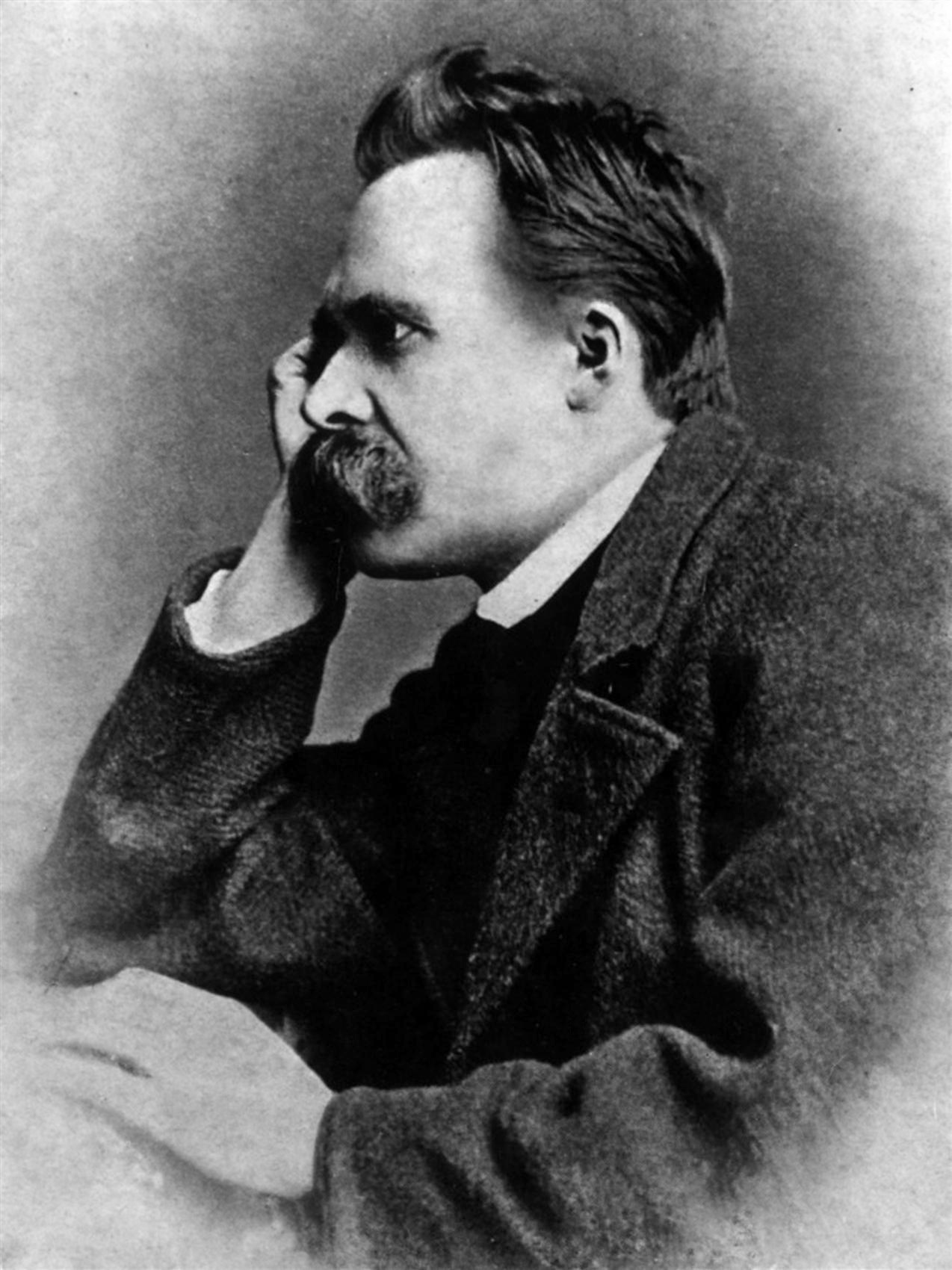
Friedrich Nietzsche, 1882 (Photographie von Gustav-Adolf Schultze)

Morgenröte. Gedanken über die moralischen Vorurteile (Originaltitel: Morgenröthe. Gedanken über die moralischen Vorurtheile) ist ein Anfang Juli 1881 erschienenes philosophisches Werk Friedrich Nietzsches.
In dem aus Aphorismen unterschiedlicher Länge bestehenden Buch hinterfragte Nietzsche die Entstehung und den Wahrheitsgehalt moralischer und religiöser Systeme. Dabei setzte er dem tragischen Pathos einer christlichen Existenz das kontemplative Glück eines Erkennenden gegenüber und interpretierte die Glaubensekstase als psychopathologisches Phänomen.
In der Morgenröte skizzierte Nietzsche erstmals Umrisse seines gedanklichen Konzeptes vom Willen zur Macht, das er 1883–1885 in seinem Werk Also sprach Zarathustra ausführlicher entwickelte.

## Inhalt

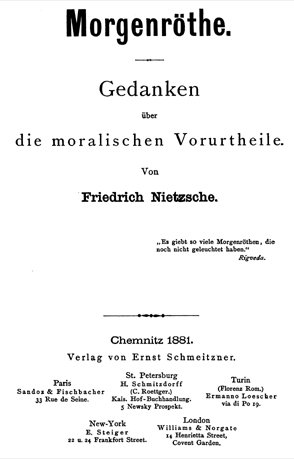
Titel der Erstausgabe

Das in fünf Bücher gegliederte Werk besteht aus 575 Aphorismen mit einem Umfang von wenigen Zeilen bis zu einigen Seiten.
In der Morgenröte untersuchte Nietzsche Leben und Kultur des Menschen in einer umfassenden, umwertenden Symptomatologie, die er in der Vorrede als „Arbeit der Tiefe“ bezeichnete. Dieser fortgesetzte Prozess des Hinterfragens führte ihn zu einer umfassenden Destruktion des Vertrauens, „auf dem wir Philosophen seit ein paar Jahrtausenden wie auf dem sichersten Grunde zu bauen pflegten, […] obwohl jedes Gebäude bisher einstürzte.“ Die Moral als Grundlage der Kultur erscheint als Kirke, als „Meisterin der Verführung.“ So schickte sich Nietzsche an, „in die Tiefe zu steigen“ und „unser Vertrauen zur Moral zu untergraben.“
Wie in anderen Werken spielte der „Dichterphilosoph“ auch hier mit unterschiedlichen literarischen Formen, verzichtete aber auf das sonst in seinen Werken vorkommende lyrische Gedicht.
An vielen Stellen des Werkes leitet Nietzsche moralische und religiöse Vorstellungen wie im vorhergehenden Buch Menschliches, Allzumenschliches genetisch-historisch ab. Doch nun verschiebt sich die Grundlage seiner Argumentation: Hatte er vorher die Wesensgehalte der Kulturerscheinungen durch Ursprungsforschung zu ergründen versucht, tritt dieser Ansatz nun zugunsten einer psychologisch-phänomenologischen Verfahrensweise weiter zurück. Habe man früher angenommen, „von der Einsicht in den Ursprung der Dinge müsse des Menschen Heil abhängen“, sehe man jetzt, dass „alle unsere Wertschätzungen und ‚Interessiertheiten‘, die wir in die Dinge gelegt haben, anfangen ihren Sinn zu verlieren […] Mit der Einsicht in den Ursprung nimmt die Bedeutungslosigkeit des Ursprungs zu: während das Nächste, das Um-uns und In-uns allmählich Farben und Schönheiten und Rätsel und Reichtümer von Bedeutung aufzuzeigen beginnt.“
Während für Immanuel Kant die Anschauungsformen (Transzendentale Ästhetik) und Kategorien des Verstandes die Grenzen und Voraussetzungen menschlicher Erkenntnis bildeten, sah Nietzsche sie in der Organisation des Leibes und des Erkenntniswillens, die in der menschlichen Natur verankert seien. So drängte sich für ihn die Frage auf, ob und wie moralische Handlungen überhaupt möglich sind. Da dem Subjekt seine Innenwelt unbekannt sei, sein Bewusstsein somit die Folgen des Handelns nicht hinreichend überblicken und einschätzen könne, sei es nicht möglich, sie moralisch angemessen zu beurteilen.

## Entstehung und Vorrede

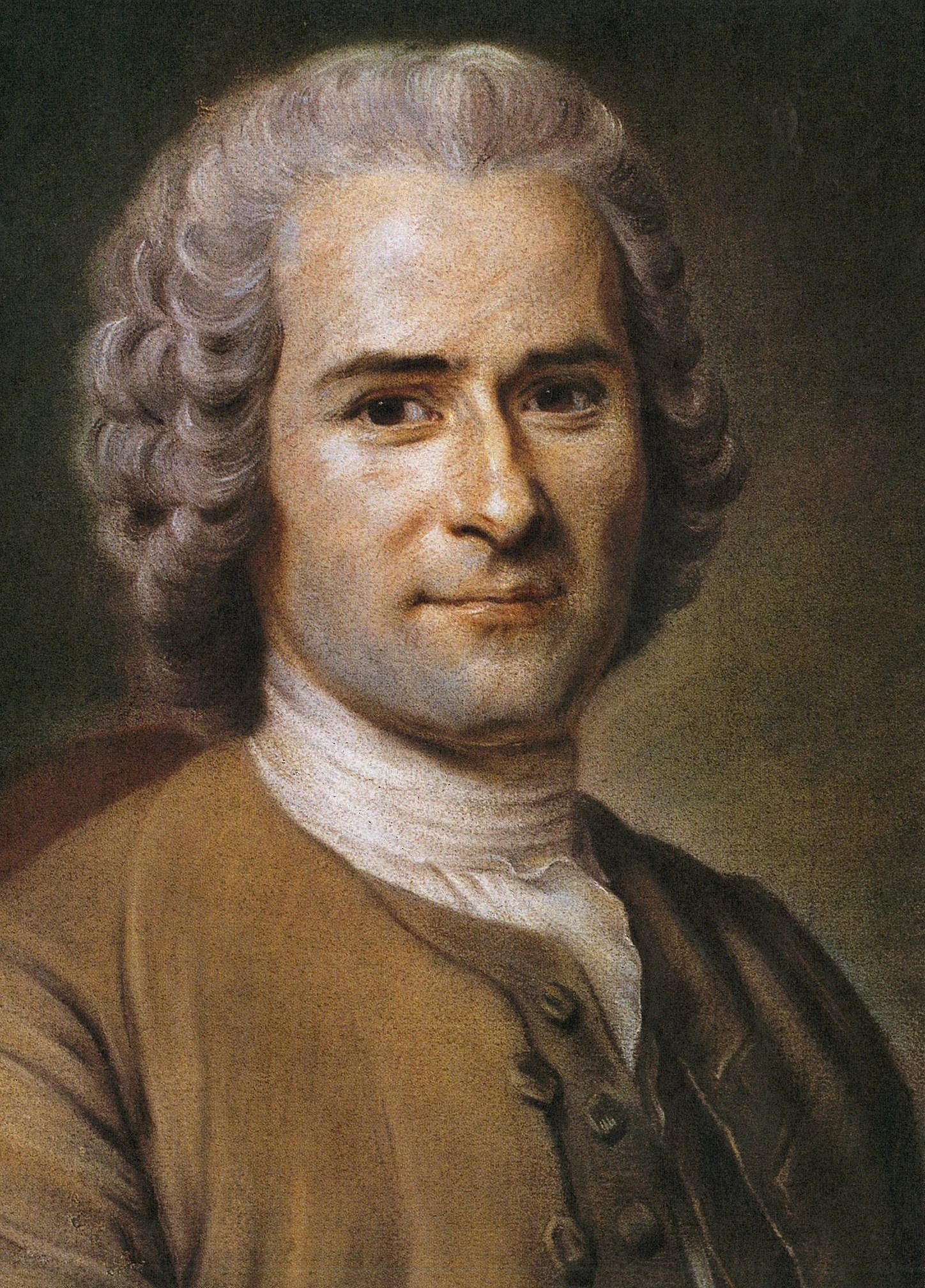
Jean-Jacques Rousseau, für Nietzsche eine „Moral-Tarantel“, Pastell von Maurice Quentin de La Tour, 1753

Im Winter 1880/81 verfasste Nietzsche die Reinschrift unter dem Arbeitstitel „Die Pflugschar. Gedanken über die moralischen Vorurtheile“ und bereitete, unterstützt von Heinrich Köselitz, bis Mitte März 1881 das Druckmanuskript vor.
1887 erschien die zweite Ausgabe, versehen mit einer 1886 verfassten Vorrede. In ihr beschrieb er seine Arbeit als die eines „Unterirdischen“, eines „Grabenden, Untergrabenden“, dessen Trost nach langer Finsternis darin bestehen könnte, irgendwann, seinen „eignen Morgen, seine eigne Erlösung, seine eigene Morgenröthe“ zu haben.
Deutlich stellte Nietzsche auch in ihr die Moral in den Vordergrund seiner Kritik, eine Moral, die über „jede Art von Schreckmitteln“ gebiete, „um sich kritische Hände und Folterwerkzeuge vom Leibe zu halten.“ Sie verstehe sich auf jede „Teufelei von Überredungskunst“, wisse zu begeistern und könne den kritischen Willen lähmen, ja gegen „sich selbst … kehren“, dass er sich „gleich dem Skorpione, den Stachel in den eigenen Leib sticht.“
Alle Philosophen hätten bisher unter ihrem verführerischen Einfluss und in dem naiven Glauben gearbeitet, von Gewissheit und Wahrheit geleitet zu sein, letztlich aber, um das „majestätisch-sittliche Gebäude“ zu errichten, wie Immanuel Kant es bezeichnet hatte. Kant sei mit seiner schwärmerischen Absicht, die Grundlage der Moral baufest zu machen, ein typischer Vertreter seines Jahrhunderts. Wie andere sei auch er von der „Moral-Tarantel“ Jean-Jacques Rousseau gestochen worden, und der moralische Fanatismus sei ihm ebenso wenig fremd gewesen wie Robespierre.

## Hintergrund
Da der Morgenröte im Unterschied zu Menschliches, Allzumenschliches zunächst wenig öffentliche Resonanz beschieden war, schrieb Nietzsche am 14. August 1881 seinem Freund Köselitz resigniert, dass keiner etwas durch ihn erlebt, keiner sich einen Gedanken über ihn gemacht habe. Was man an Achtbarem und Wohlwollendem über ihn sage, sei ihm sehr fern. Auch Jacob Burckhardt habe nur ein „kleinlautes, verzagtes Brieflein“ geschrieben.
Nietzsche empfahl seiner Schwester Elisabeth Förster-Nietzsche, die Morgenröte unter einer persönlichen, auf den Autor bezogenen Perspektive zu lesen, von der er sonst allen anderen Lesern abraten würde. Sie solle alles heraussuchen, was die persönlichen Wünsche ihres Verfassers verrate.
Einem Brief an Karl Knortz zufolge waren dem Autor die Morgenröte und die Fröhliche Wissenschaft die sympathischsten und persönlichsten seiner mittleren Bücher.
In seiner Spätschrift Götzen-Dämmerung stellte Nietzsche die in der Morgenröte kritisierten Autoren Rousseau („oder die Rückkehr zur Natur in impuris naturalibus“) und Kant („oder cant als intelligibler Charakter“) neben die anderen „Unmöglichen“ wie etwa Schiller, den er als „Moral-Trompeter von Säckingen“ bezeichnete.

## Bedeutung
Wenn Nietzsche im Sensualismus und Phänomenalismus die wichtigsten Traditionsbestände der europäischen Philosophiegeschichte festhält, hat dies für seine Moralphilosophie zwei Konsequenzen: Wie nur wenige vor ihm, weist er erstens auf den unsicheren, ja trügerischen Boden der moralischen Wertvorstellungen hin. Zweitens bestreitet er den transzendenten, interessenunabhängigen Standpunkt der moralischen Weltsicht, auf den alle Moralisten bisher bestanden haben. Philosophen wie John Searle und Jürgen Habermas zufolge verwickelt sich Nietzsche auf diese Weise in einen Widerspruch, da er, indem er eine autonome Moral bestreitet, seiner Kritik selbst den Boden entzieht. Andere Philosophen wie Richard Rorty, Michel Foucault oder Gilles Deleuze begrüßen Nietzsches Schlussfolgerungen und formulierten daraufhin pragmatische Begründungen moralischer Werturteile.
Nietzsche setzt häufig den von ihm glänzend beschriebenen Erscheinungscharakter der Natur mit Scheinhaftigkeit (Maya) und Fiktionalität mit Illusion gleich. So kann man in der Morgenröte den Entwurf einer entlarvenden Psychologie sehen, die inhaltlich und stilistisch zwischen den Französischen Moralisten und Schopenhauer angesiedelt ist und die Psychoanalyse Sigmund Freuds antizipiert.

## Forschungsliteratur
- Jochen Schmidt: Kommentar zu Nietzsches Morgenröthe.
- Sebastian Kaufmann: Kommentar zu Nietzsches Idyllen aus Messina = Historischer und kritischer Kommentar zu Friedrich Nietzsches Werken, hrsg. von der Heidelberger Akademie der Wissenschaften (Nietzsche-Kommentar), Bd. 3/1, Berlin / Boston 2015 (ISBN 978-3-11-029303-6) (neuer Standardkommentar, kommentiert jeden Aphorismus ausführlich). Rezensiert von Hermann Josef Schmidt (PDF; 642 kB).